# Gmina Iowa (hrabstwo Cedar)

Położenie Gminy Iowa w hrabstwie Cedar

Gmina Iowa (ang. Iowa Township) – gmina w USA, w stanie Iowa, w hrabstwie Cedar. Według danych z 2000 roku gmina miała 460 mieszkańców.